# Trebetherick
Trebetherick – wieś w Anglii, w Kornwalii. Leży 67 km na północny wschód od miasta Penzance i 352 km na zachód od Londynu. W 2001 miejscowość liczyła 1449 mieszkańców.